# 何塞克萊門特帕斯

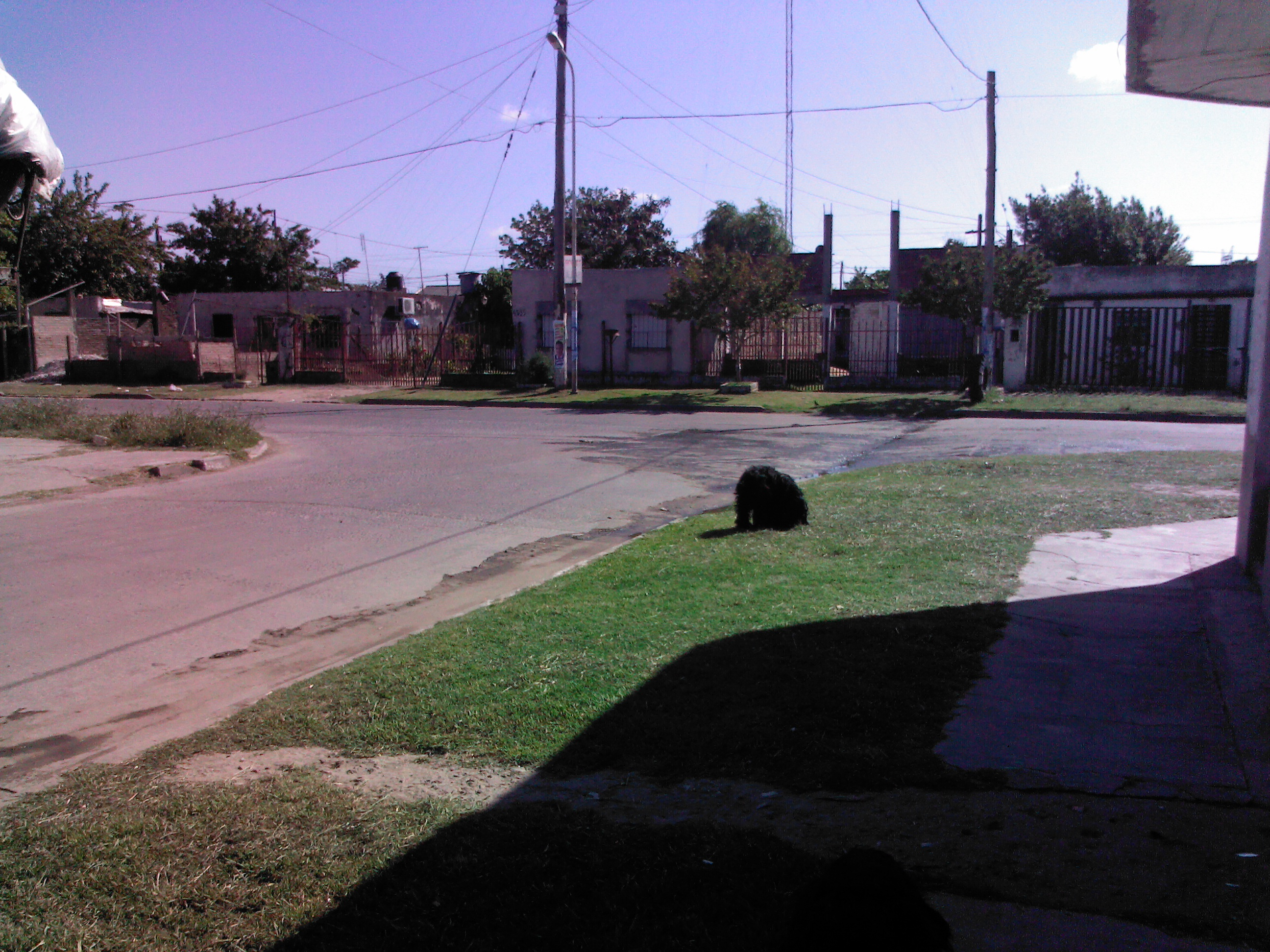
何塞克萊門特帕斯

何塞克萊門特帕斯（José Clemente Paz）是阿根廷的城鎮，位於該國東部，由布宜諾斯艾利斯省負責管轄，距離布宜諾斯艾利斯35公里，始建於1913年7月13日，鎮上有空軍基地，2001年人口216,637。

## 外部連結
- （西班牙文）La Guía del Mundo
- （西班牙文）Aquí la Noticia